# Широкая улица (Москва)
Широ́кая у́лица — улица на северо-востоке Москвы, находится в Северном Медведково (Северо-восточный административный округ) между реками Яуза и Чермянка. Название дано в 1967 году. Улица является самой длинной в Медведково (3,5 км) и служит важной транспортной магистралью, соединяющей Бибирево и Лосиноостровский район Москвы. На ней расположена станция метро «Медведково».

## Расположение
Широкая улица начинается от реки Чермянка как продолжение улицы Лескова, пересекает Полярный и Чермянский проезды, Полярную улицу (у конечной 17-го трамвая), Заревый проезд и улицу Грекова (здесь находятся выходы метро «Медведково»). Затем она пересекает Осташковскую и Северодвинскую улицы и заканчивается мостом через Яузу (мост Широкой улицы), переходя в улицу Малыгина, находящуюся в Лосиноостровском районе. Таким образом, Широкая улица, пересекая Медведково, соединяет Бибирево с Лосиноостровским районом.
Улица двусторонняя на всём протяжении, полотно дороги до перекрёстка с Полярным проездом имеет по две полосы в каждую сторону, затем на основном протяжении до Осташковской улицы — по три, а на конечном отрезке — по одной полосе.

## Происхождение названия
Название дано 13 апреля 1967 года и характеризует ширину улицы.

## Учреждения и организации
По нечётной стороне:
- № 1А — гимназия № 1506;

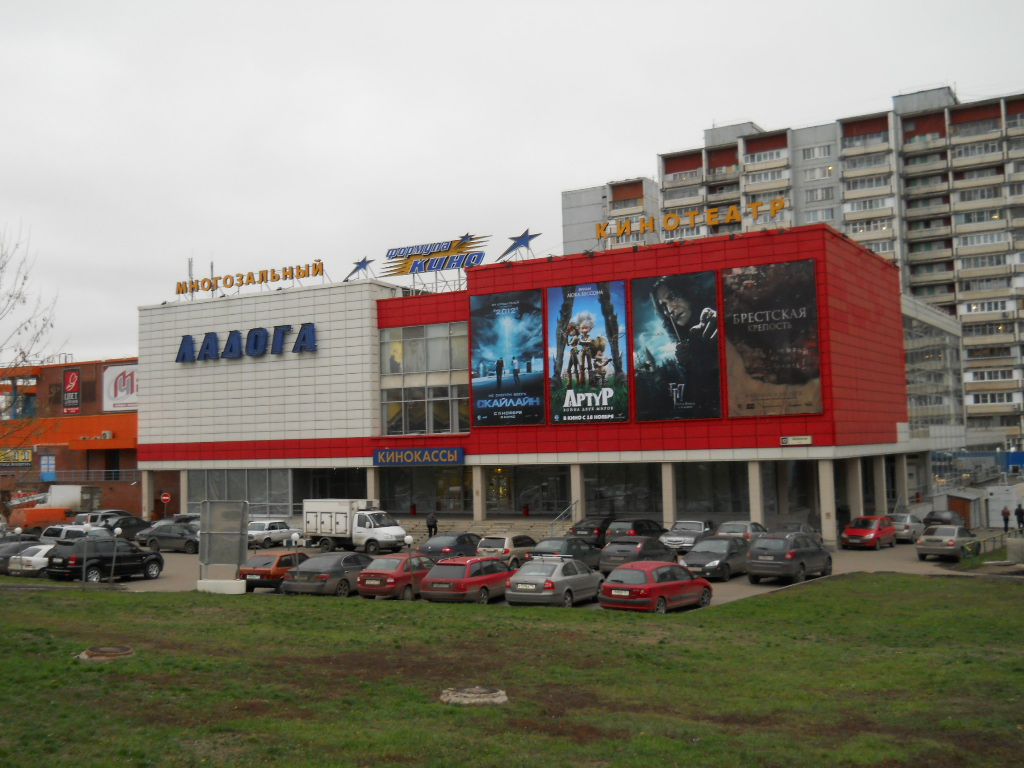
№ 12, кинотеатр «Ладога».

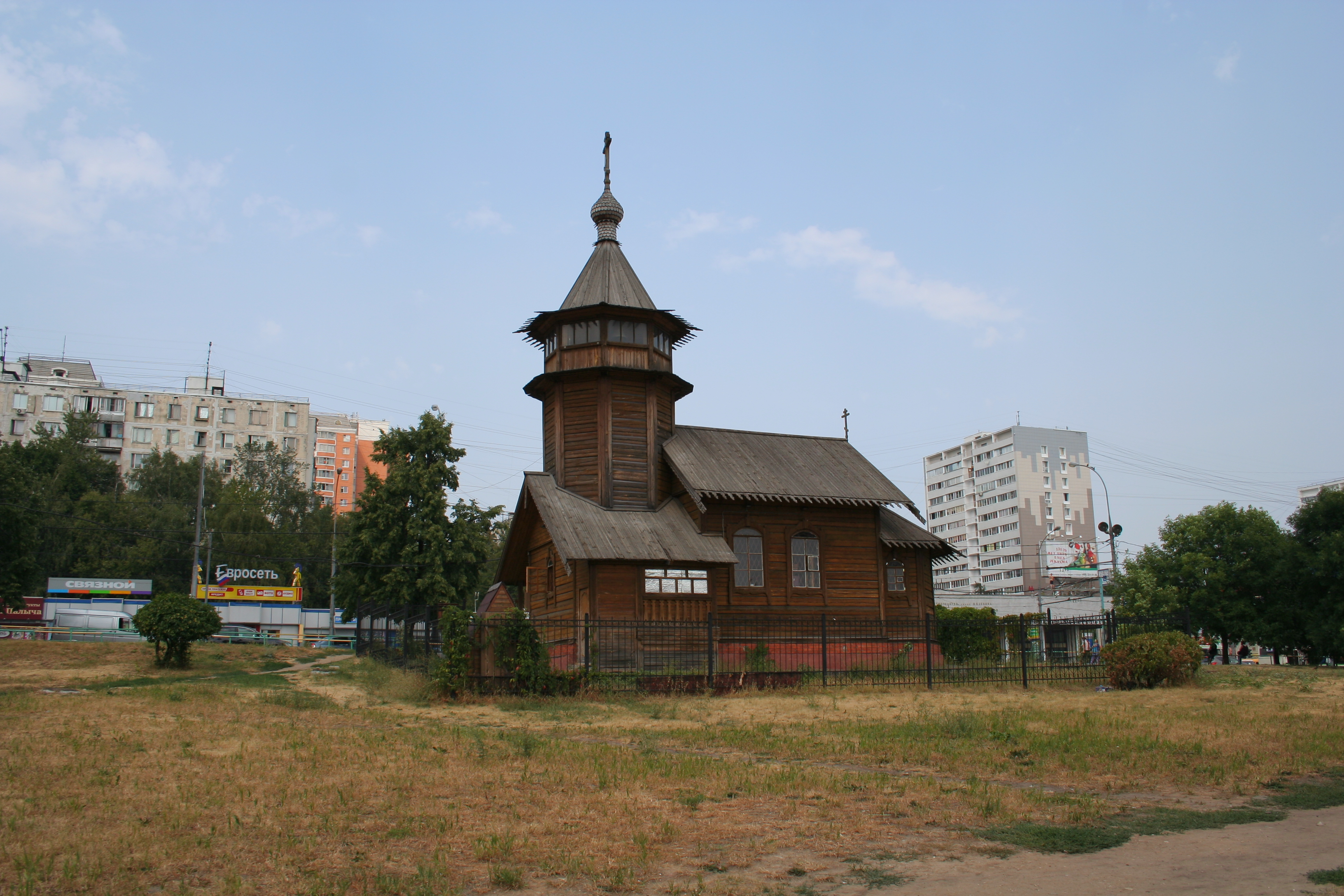
Часовня Иконы Божией Матери «Утоли моя печали» около станции метро «Медведково».

- № 1, корп. 1 — почтовое отделение № 282, индекс 127282; доп. офис Сбербанка РФ № 7981/01710;
- № 3 — ОВД «Северное Медведково»;
- № 3, корп. 3 — стоматологическая клиника «Ваш доктор»;
- № 9 — детский сад № 715;
- № 11 — библиотека СВАО № 89;
- № 13 — начальная школа-детский сад № 1856;
- № 13А — Медведковский торговый центр; ресторан «Макдоналдс»;
- № 15, корпус 2 — спортивный клуб служебного собаководства СВАО;
- № 17, корп. 1 — почтовое отделение № 224-И-127224; доп. офис Сбербанка РФ № 7981/01213;
- № 21А — школа N 283;
- № 25А — Приписной храм-часовня Святителя Алексия, Митрополита Московского в Раеве;
- № 27 —  храм-часовня Святителя Алексия, Митрополита Московского;
- № 31/5 — Импэксбанк отд. Широкая, 31/5; кафе «Карнавал».

По чётной стороне:
- № 6 — ночной клуб «Красный медведь»; ресторан «Геотория»;
- № 6, корп. 2 — ГУ «ЕИРЦ Северное Медведково» (2012—2014);
- № 8 — стоматологическая клиника «Дентал ньюз плюс клиника»;
- № 12 — кинотеатр «Ладога»;
- № 16Д — начальная школа-детский сад № 1888;
- № 24А — детский сад № 261.

## Общественный транспорт

### Метро
Станция метро  Медведково — ближе к концу улицы.
Станция метро  Бибирево — ближе к началу улицы.

### Автобусы
По улице проходят следующие маршруты автобусов:
- м44к: 6-й микрорайон Бибирева —  Медведково —  Алтуфьево — платформа Лось
- 50: платформа Лось —  Медведково — 10-й квартал Медведкова
- 93: ВДНХ-Южная —  ВДНХ —  Ростокино —  Медведково
- 181: Осташковская улица —  Медведково —  Бабушкинская — Платформа Лось
- м57: Осташковская улица —  Медведково —  Бибирево —  Речной вокзал
- 353:  Владыкино —  Бибирево —  Медведково — Осташковская улица
- 428: Северодвинская улица —  Медведково —  Свиблово —  Ботанический сад /  Ботанический сад
- 601: Станция Лосиноостровская —  Медведково —  Алтуфьево — Абрамцевская улица
- 606: Осташковская улица —  Медведково — улица Корнейчука
- 618: Осташковская улица —  Медведково —  Бибирево — Районный Центр «Марс»
- 696: Осташковская улица —  Медведково —  Бабушкинская — Платформа Лось
- 735: Осташковская улица —  Медведково —  Щёлковская
- 771: Абрамцевская улица —  Медведково — Северодвинская улица
- м44: Платформа Лось —  Медведково —  Алтуфьево — Лобненская улица
- Е59: Осташковская улица —  Алтуфьево — Северный — 9-я Северная линия
- 928: Станция Лосиноостровская —  Бабушкинская —  Алтуфьево — МЦД Грачёвская
- с15: Платформа Лось —  Бабушкинская —  Медведково — МФЦ района Ярославский
- н6: Осташковская улица —  Медведково —  Бабушкинская —  Свиблово —  Ботанический сад /  Ботанический сад —  ВДНХ —  Алексеевская —  Рижский вокзал —  Проспект Мира /  Проспект Мира —  Сухаревская —  Лубянка —  Китай-город